# 정부 (연인)

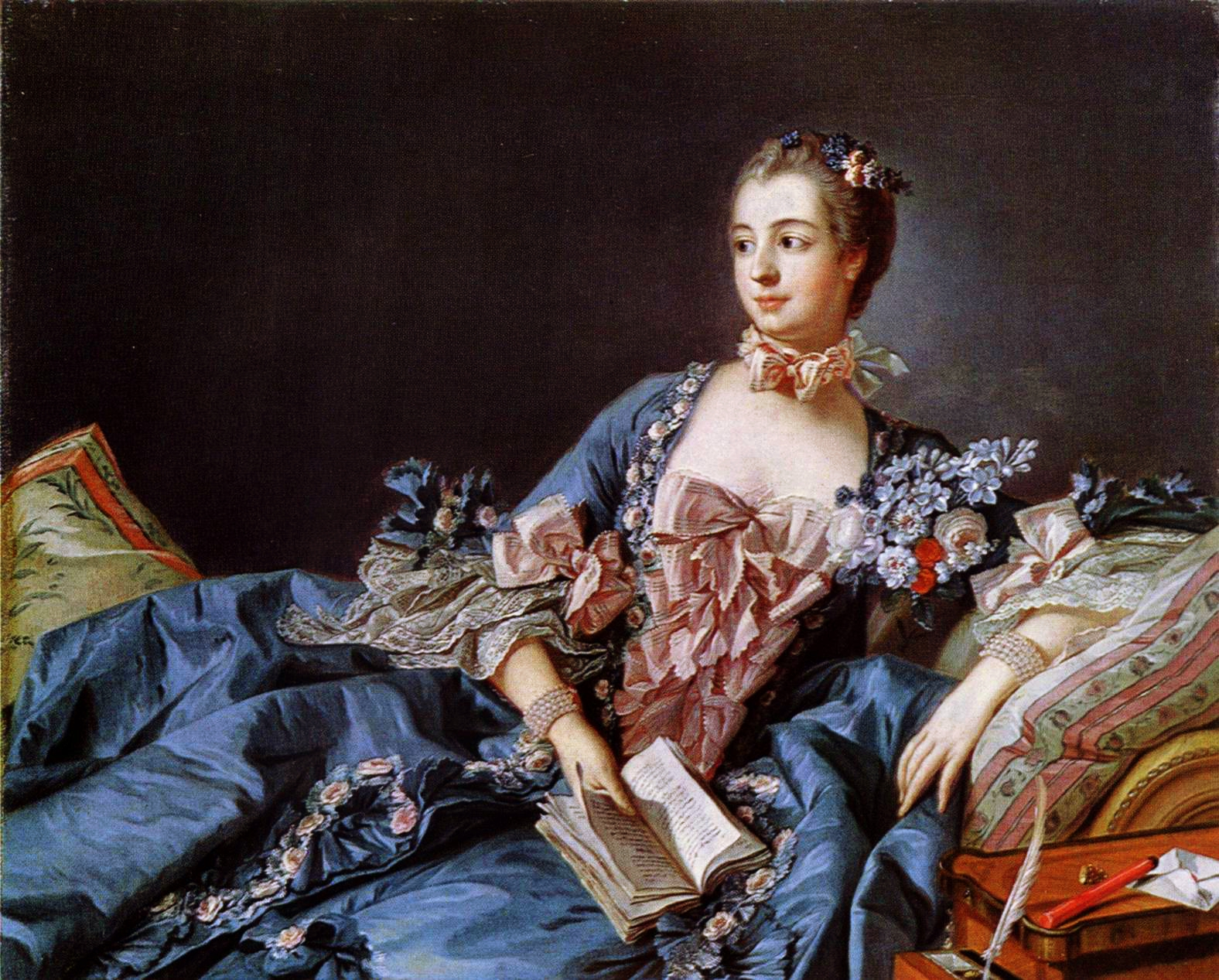
프랑스의 루이 15세의 정부 퐁파두르 후작 부인

정부(情婦)는 아내가 아니면서 적게는 몇 달, 길게는 몇 년 동안 정기적, 금전적 대가를 제공하는 불륜관계의 여자를 일컫는 말이다. 한 남자와만 관계를 맺는다는 점이 창부와 다르다.
이 말은 특히 다른 여자와 결혼한 남자와 사통(私通)하는 경우에 사용된다. 즉 유부남이 아내 몰래 다른 여자와 외도를 하는 것인데, 애인(愛人)과 다른 점은 더 장기적이고 금전적 지원이 일정하다는 것이다. 애인은 독립적 생활체이고 정부는 보통 남자가 따로 주택을 제공해 그곳에 거주하며 남자가 생활비 등 자금을 준다.
한편 애인은 각 언어권마다 그 뜻이 다른데, 중국에서는 배우자를 뜻하고 한국에서는 연인을 뜻하며 일본에서는 불륜 상대라는 의미로 통용된다.
일부일처제 사회에서 유부남이 정부를 두는 것은 과거 서양의 기독교 국가에서는 신에게 맹세한 신성한 결혼을 모독하는 것이므로, 동양에서는 종교와는 무관하지만 배우자에 대한 심각한 배반행위이므로 사회적으로 큰 비난을 받기 때문에 대부분 다른 사람들에게 관계를 감추고 생활했다.
단, 과거 서양 귀족사회에서는 공식적으로 인정하지 않았을 뿐 대부분의 남성이 불륜을 저질렀고 누가 누구의 정부인지 거의 공공연하게 알려져 있었으며, 동양에서도 서양보다는 덜하지만 정말로 불륜상대와 단 둘만 아는 관계인 것은 아니었다. 한 마디로 비밀스런 관계라는 것은 공식석상에서 언급하지 않는다는 의미일 뿐이었다.
현대에도 여전히 정부를 두는 남자가 있지만 사회·문화·경제적 이유와 도덕관념의 변화로 과거보다 더욱 은밀한 관계를 유지하여, 이 단어가 쓰이는 일은 거의 없다. 다만 현대의 일부일처제 사회라도 각 나라마다 다소 다른 양상을 보인다.
결혼을 하지 않았을 뿐 사실혼 관계와 다름없어 자식을 낳아 키우는 경우가 과거에는 많았고 현재에도 있다. 그러나 그 자식은 법적으로 존재를 인정받지 못하는 혼외자식, 이른바 사생아로, 공식적으로는 아버지가 없는 것으로 간주되며, 이 때문에 과거에는 동서양을 막론하고 신분과 직업문제에 있어 무척 불리했다.

## 관련 용어
정부(情婦)는 정녀(情女)라고도 부른다.
정부(情夫)는 남편이 아니면서 정을 두고 깊이 사귀는 남자를 뜻하며, 정남(情男)이라고도 한다.
첩(妾)은 일부다처제 사회에서 처(妻) 다음 가는 아내를 뜻하는 말로, 정부와는 달리 비교적 공식적으로 인정받는 신분이다. 과거에는 소실(小室), 측실(側室) 따위로도 불렀다. 처와 첩을 합쳐서 ‘처첩’이라고 칭한다.
본처와 한 집에서 생활한다는 차이점 외에는 실질적으로 정부와 크게 다를 바 없으며, 남자와의 사이에 태어난 자식은 서자·서녀 등으로 칭해지며 신분과 직업상 큰 불이익이 있었다. 현대 사회에서는 눈에 띠는 제한은 없지만 여전히 사회적으로 멸시의 대상이다. 한편, 본처와 다른 집에서 따로 사는 경우도 있다.

## 왕의 정부

### 프랑스

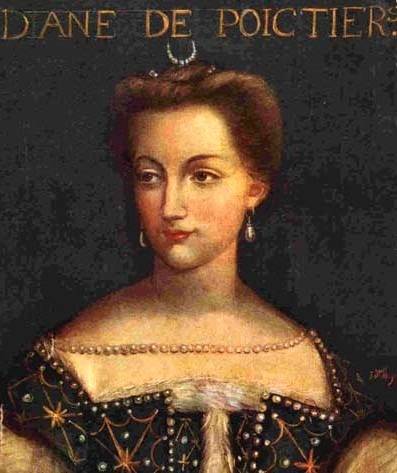
앙리 2세의 정부, 디안 드 푸아티에

이전에도 프랑스에는 왕의 정부들이 있었지만 베르사유 궁전을 세운 프랑스의 왕 루이 14세로부터 시작해 프랑스의 왕들은 수 많은 정부를 거느리게 되었다. 베르사유 궁전의 건축과 왕과 귀족들의 사치와 더불어 발생했다. 루이 14세의 경우 맹트농 후작 부인, 퐁탕주 공작 부인, 라발리에르 공작 부인 등을 거느렸고 그 손자인 루이 15세는 퐁파두르 후작 부인을 비롯해 샤토루 공작 부인, 뒤바리 백작 부인 등이 있었다. 이들은 당시 프랑스의 정치에 사실상 간섭했으며 왕의 사랑을 위해 서로 파벌 싸움을 벌이기도 했다.

## 같이 보기
- 사실혼
- 첩
- 얼나이
- 후궁